# DJ Layla
DJ Layla, pseudonimo di Natalia Ostasina (Chișinău, 11 luglio 1987), è una disc jockey moldava.

## Biografia
Ha trascorso gran parte della sua infanzia in Ucraina. Nel 2005, dopo il diploma di scuola superiore, si iscrive alla Facoltà di Giurisprudenza all'Università Statale della Moldavia, specializzandosi in Diritto civile.
Nei primi anni di college riesce a trasformare la sua passione per la musica in qualcosa di più concreto, così nel 2007 iniziò a mixare con l'aiuto e il sostegno di People Sunset, Dj Maxwell Sunbeat e Kristina Vixen.
Sempre nel 2007 la giovane moldava inizia una collaborazione con altre due giovanissime Dj, formando il trio Ladies on Fire con cui partecipa all'apertura dell'Evolution Party Festival 2008 al fianco di artisti di fama internazionale, come Yves Larock, Fragma, Lexter e Michelle Shellers.
Nel corso del biennio 2007-2008 Dj Layla contribuisce in modo significativo a progetti come: Deep Love, 2X4, Mix Tour, Vibration, oltre al già citato Ladies on Fire.
L'ottobre 2008 segna l'inizio della sua collaborazione con il produttore Radu Sârbu con cui pubblica il singolo d'esordio intitolato Single Lady, frutto della collaborazione con la giovane cantante Alissa. Il brano scala rapidamente le classifiche delle principali stazioni radio in Romania e Moldavia, tanto che da vincere il premio come "Brano più trasmesso del 2009" ai Radio România Actualităţi Awards. Il singolo ottenne successo anche in numerosi altri paesi europei come Ucraina, Polonia, Bulgaria, Svezia, Repubblica Ceca, Germania, Italia e Russia.
Nel 2009 viene pubblicato il secondo singolo, City of Sleeping Hearts, stavolta in collaborazione con Dee-Dee, una giovane cantante scelta dal produttore Radu Sârbu durante lo show televisivo Megastar. Nell'estate del 2010, Dj Layla lancia il suo terzo singolo intitolato Drive, in occasione del più grande evento musicale in Russia, lo Europe Plus Live, accanto a Radu Sârbu e Dee-Dee. Poco dopo, nello stesso anno è stato pubblicato il suo album di debutto, che prende il nome dal suo primo singolo Single Lady.
L'anno successivo pubblica un singolo con Sianna, I'm Your Angel, che raggiunge la prima posizione nella Top Airplay della Moldavia. Nel 2013 esce invece Searching 4 Love cantato da Lorina, altro singolo prodotto da Radu Sirbu.

## Discografia
- 2010 - Single Lady
- 2021 - Focus On Music

## Singoli
- 2008 - Single Lady (feat. Alissa)
- 2009 - City of Sleeping Hearts (feat. Dee-Dee & Radu Sârbu)
- 2010 - Planet Mars (feat. Dee-Dee & Radu Sârbu)
- 2010 - Drive (feat. Dee-Dee & Radu Sârbu)
- 2011 - Party Boy (feat. Armina Rosi & Radu Sârbu)
- 2012 - I'm Your Angel (feat. Sianna & Radu Sârbu)
- 2013 - Searching 4 Love (feat. Lorina & Radu Sârbu)
- 2013 - Born to Fly (feat. Dee-Dee & Radu Sârbu)
- 2014 - Without Your Love (feat. Sianna)
- 2015 - Kill Me Or Kiss Me (feat. NesteA)
- 2015 - I Need LOVE (feat. Sianna)
- 2016 - Don't Blame my Heart (feat. Lorina)
- 2016 - Don't Go (with Alan Walker) [feat. Malina Tanase]
- 2016 - In Your Eyes (feat. Sianna)"
- 2017 - Ocean Of Lies (feat. Mihai Popistasu)"
- 2018 - Just Call Me To Say (feat. Malina Tanase)
- 2019 - City of Love"